# Canon F-1

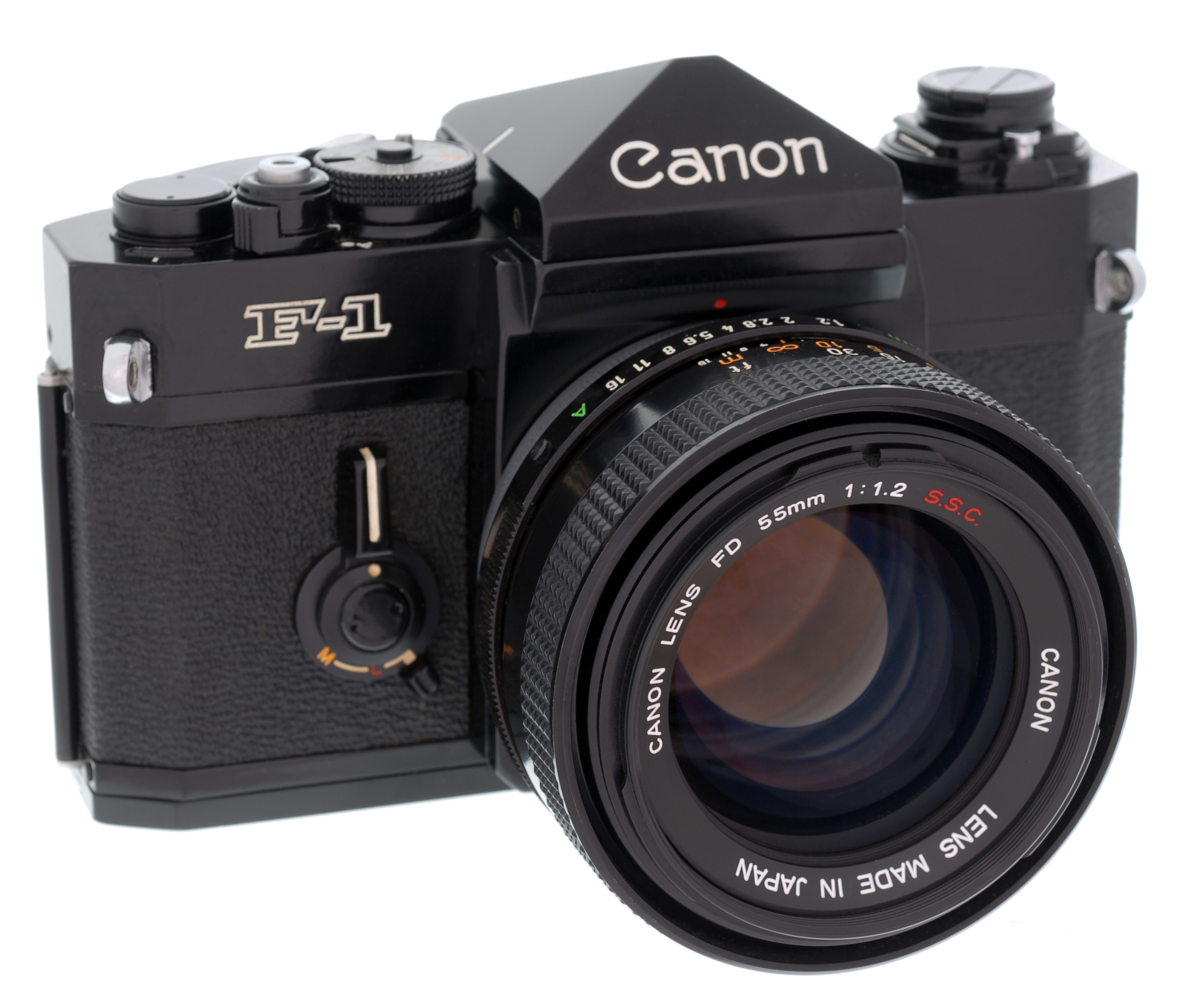
Canon F-1 mit FD 1,2/55 mm

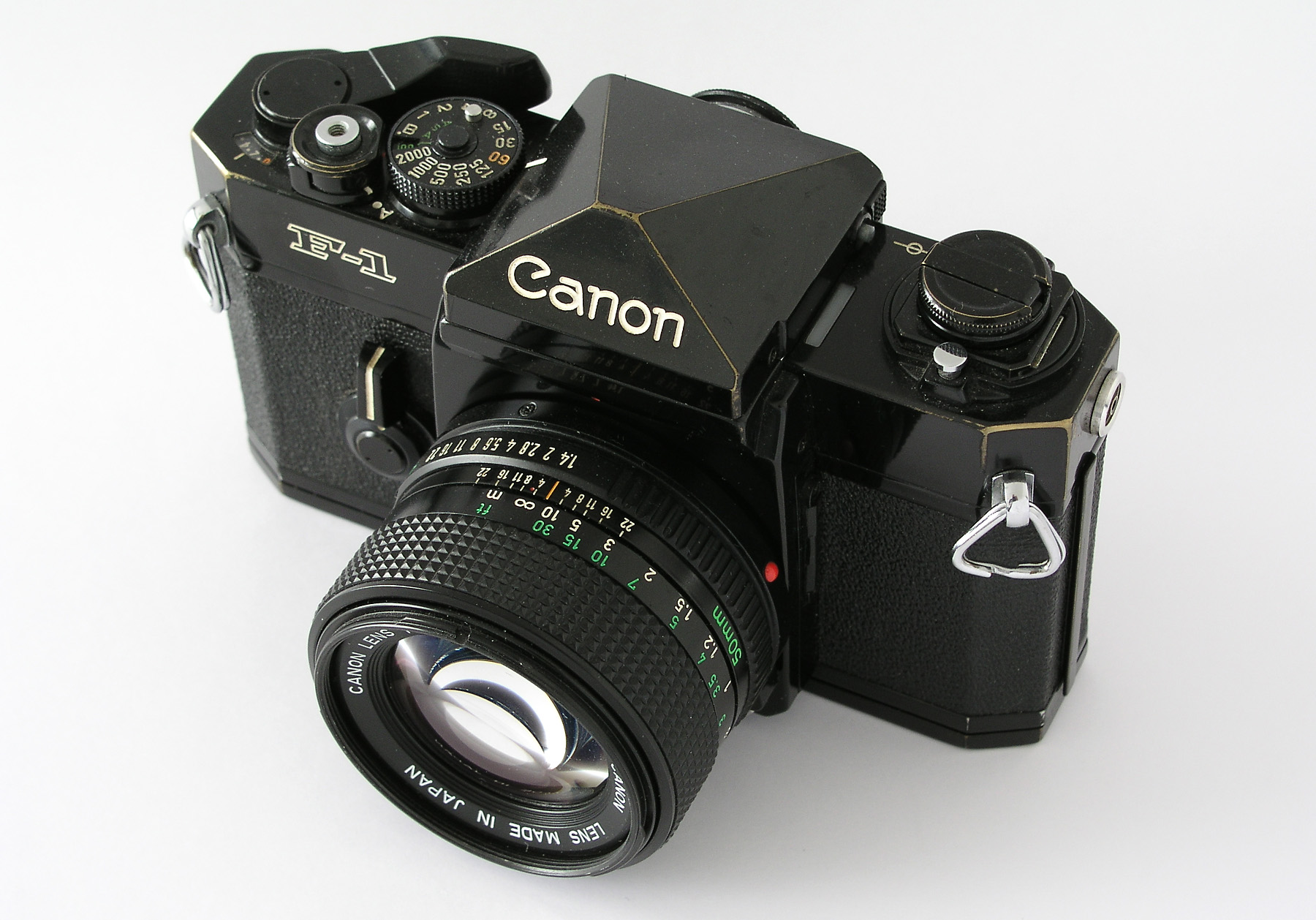
Canon F-1 Baujahr 1979

Canon F-1 bezeichnete die professionelle Kleinbild-Spiegelreflexkamera von Canon in den 1970er und 1980er Jahren. Sie hatte keinen Vorgänger, dem ersten Modell folgte die vollkommen neu konstruierte New F-1 und sie wurde von der Canon EOS-1 abgelöst. Mit der F-1 kam auch das Canon FD-Bajonett heraus.

## F-1

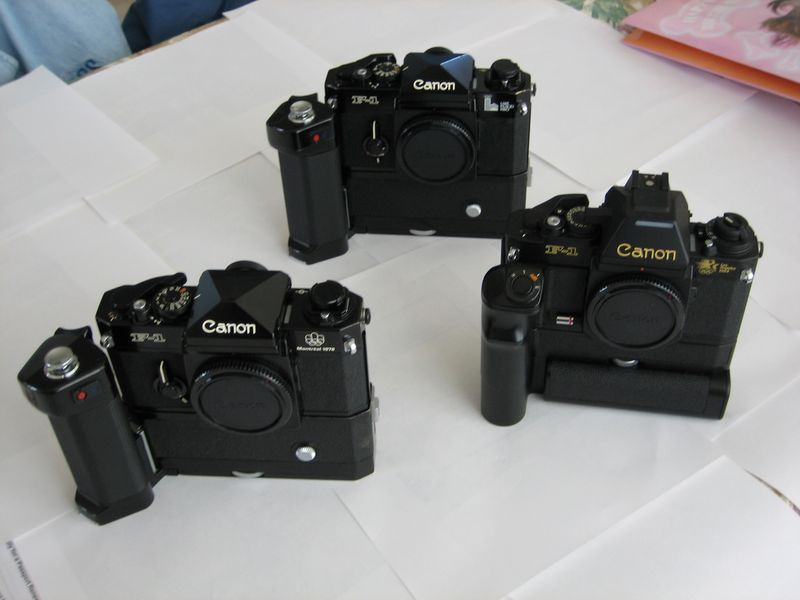
Die drei „olympischen“ Canons: F-1 1976 und 1980; New F-1 1984

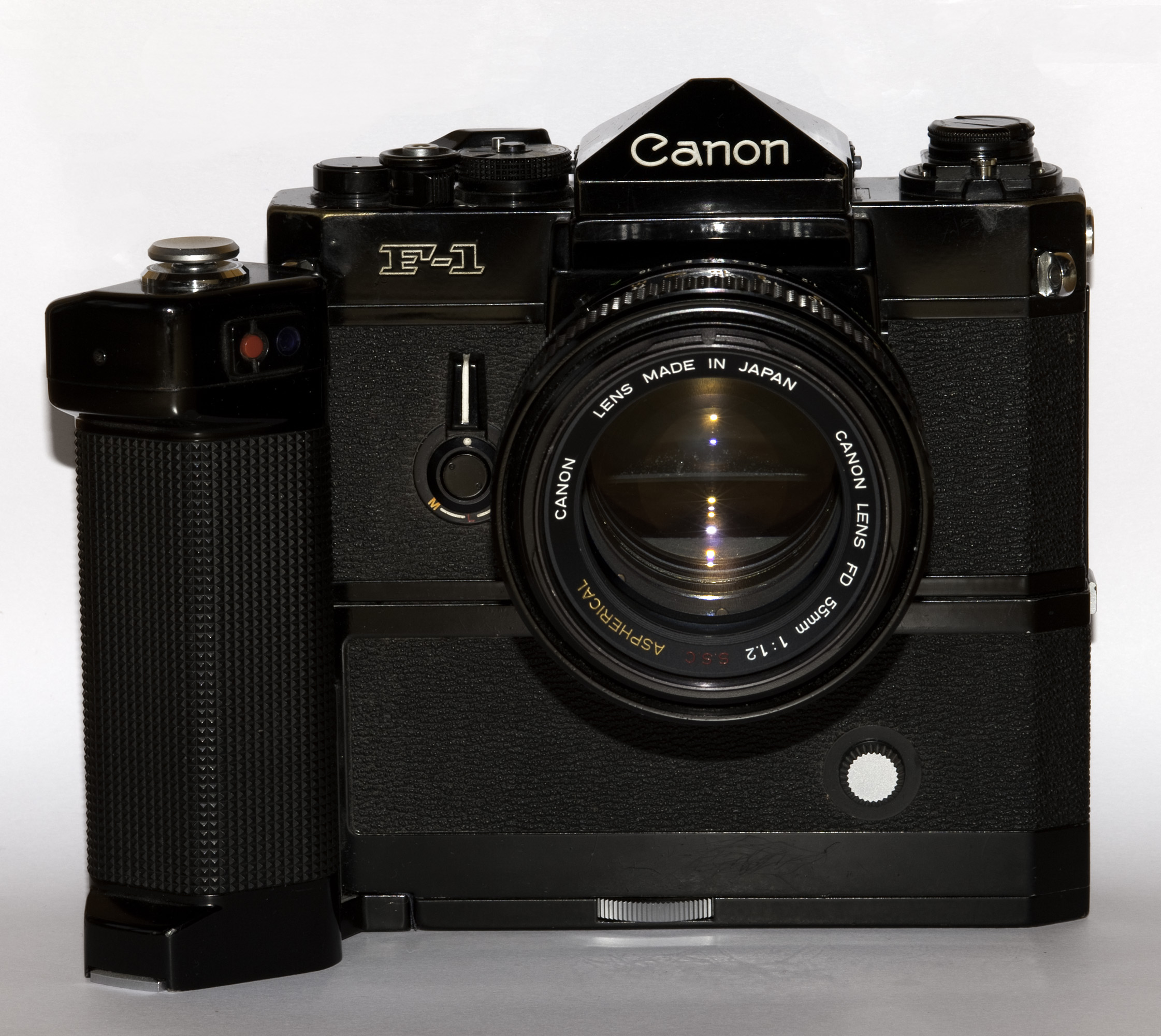
Canon F-1 mit Motor-Drive und superlichtstarkem 1.2/55mm ASPH.-Objektiv

### Zeitraum und Einordnung
Die F-1 erschien nach fünfjähriger Entwicklungszeit im März 1970. Sie war die erste professionelle Spiegelreflex-Kamera von Canon. Von einem solchen Kamerasystem erwartete man seinerzeit außer einer stabilen Konstruktion einen motorischen Filmtransport (als Zubehör), eine Belichtungszeit von 1⁄2000 s, einen auswechselbaren Sucher und ein Langfilmmagazin als Zubehör. All diese Eigenschaften trafen auf die F-1 zu. Damit sollte sie insbesondere eine Alternative zur Nikon F darstellen. Canon konnte mit der F-1 zwar noch nicht allzu sehr in den Profimarkt eindringen, aber mit einem zunehmend besseren Service und einigen technisch überlegenen Details, darunter Teleobjektive mit Linsen aus Calciumfluorid und UD-Glas zur Reduzierung der chromatischen Aberration, schon einmal Fuß fassen. Bis zum Erscheinen der Nikon F2 1971 handelte es sich um die modernste professionelle Kamera.

### Gehäuse
Die F-1 hatte wie die später erschienene EF ein etwas breiteres Aluminiumgehäuse als die übrigen Vertreter der F-Serie, zu der sie gehörte. Den mit der Canon Pellix eingeführten kombinierten Abblend- und Selbstauslöserhebel gab es auch an ihr. Die F-1 gab es nur in Schwarz.

### Sucher
Prismensucher
Ausgeliefert wurde die F-1 mit einem Prismensucher, der die Kamera recht kompakt hielt.
Servo-Sucher EE
Mit dem Servo-Sucher EE verwandelte sich die F-1 in einen Blendenautomaten. Die Bezeichnung EE bedeutete Electronic Eye und war auch bei anderen Herstellern für eine vollautomatische Belichtungssteuerung üblich. Der Sucher überragte dazu das Zeiteneinstellrad der Kamera und besaß ein eigenes Rad, dessen Stellung auf die Kamera übertragen wurde. Die Elektronik des Suchers umfasste 19 Transistoren. Sie ermittelte zur eingestellten Zeit die passende Blende und übertrug diese mit einem Servomotor auf das Objektiv. Dazu musste nach dem Ansetzen des Suchers noch ein Gestänge zum Bajonettsockel installiert werden. Der Messbereich reichte bei ISO 100/21° von f/1,2 bei1⁄4 s bis f/11 bei 1⁄2000 s. Dem Servosucher fehlte das Batteriefach, er musste durch ein Spiralkabel entweder mit der Stromversorgung des Motorantriebs verbunden werden, oder aber mit dem Batteriepaket für 8 oder dem für 10 Mignonzellen, die entsprechend voluminös ausfielen. Da der Sucher ebenfalls recht groß ausfiel, wurde die F-1 recht unhandlich, zumal das Verschlusszeitenrad unergonomisch hoch lag. So lag der Haupteinsatzgebiet des Servosuchers im fernbedienten oder zeitgesteuerten Auslösen der Kamera etwa für wissenschaftliche Dokumentationen mit dem Langfilmmagazin. Auf diesen Verwendungszweck wies die Gebrauchsanweisung ausdrücklich hin.
Verstärkersucher T
Canon verfolgte mit der F-1 das Konzept eines separaten Messverstärkers für Nachtaufnahmen, wie es vom Canon Booster bekannt war. Im Gegensatz zu diesem hatte der Zusatz hier aber seine eigenen CdS-Zellen, so dass es sich um einen kompletten Prismensucher handelte. Wie der Servosucher EE hatte auch der Verstärkersucher T ein eigenes Zeiteinstellrad, überdies gab es einen eigenen Auslöser.
Das Zeiteinstellrad war zweigeteilt in die orangefarbenen beschriftete Zeiten vom 1⁄60 s bis 3 s und in weißfarbenen beschrifteten Zeiten von 1 s bis 60 s. Zeiten aus dem weißfarbenen Bereich wurden auf das Einstellrad der Kamera übertragen, der Auslöser wirkte direkt auf den Kameraauslöser und es kam das Belichtungsmesswerk der Kamera zum Einsatz. Zeiten aus dem orangefarbenen Bereich stellten die Kamera auf B und die Sucherelektronik hielt den Kameraauslöser beim Auslösen so lange gedrückt, bis die gewählte Zeit abgelaufen war. Außerdem wurde das Messwerk des Suchers mit seinem Messverstärker aktiviert. Der Messbereich für den orangefarbenen Bereich reichte bei ISO 100/21° von 1⁄2 s bei f/22 bis 15 s bei f/1,2, Die Filmempfindlichkeit konnte von ISO 25/15° bis ISO 12800/42° eingestellt werden. Der Verstärkersucher hatte eine eigene 6-V-Batterie, für den Betrieb bei großer Kälte konnte aber auch mit einem speziellen 6-V-Kabel das 12-V-Magazin angeschlossen werden.
Lichtschachtsucher
Zum Standardzubehör für eine Kamera mit auswechselbarem Sucher gehörte ein Lichtschachtsucher, den es auch für die F-1 gab. Er zeigte wie üblich ein seitenverkehrtes Bild und war mit einer ausklappbaren Lupe mit fünffacher Vergrößerung ausgerüstet. Dieser Sucher erlaubte keine Belichtungsmessung, weswegen er sich vorzugsweise für Studioaufnahmen eignete.
Sportsucher
Der Sportsucher ermöglicht es, bei 6 cm Augenabstand noch das gesamte Bild mitsamt den Anzeigen zu überblicken. Dies war für Brillenträger und dann interessant, wenn mit Schutzbrille fotografiert werden musste. Sein Einblick konnte von oben auf hinten gedreht werden
Chimney Sucher CPP-1
Dieser spezielle Sucher wurde ausschließlich mit der F-R Modifikation für opthalmalogische Zwecke verwendet.

### Einstellscheiben
Die Einstellscheibe der F-1 ließ sich nach Abnehmen des Sucher herausnehmen. Es gab folgende Scheiben, wobei der Typ A zum Serienumfang gehörte.
- Typ A: Mikroprismenring
- Typ B: Schnittbildindikator
- Typ C: Vollmattscheibe
- Typ D: Gitterscheibe
- Typ E: Mikroprismenring mit Schnittbildentfernungsmesser
- Typ E: Doppelschnittbildindikator
- Typ F: Mikroprismenraster für lichtstarke Objektive
- Typ G: Mikroprismenraster für lichtschwache Objektive
- Typ H: Messskalenkreuz
- Typ I: Doppelfadenkreuz

### Belichtungsmessung
Zur Messung leitete die Kamera über einen teildurchlässigen Spiegel etwa 12 % aus der Bildmitte auf die Fotosensoren, so dass dieser rechteckige Messbereich auf der Einstellscheibe im Sucher etwas dunkler erschien. Solch eine Selektivmessung gab es bei Nikon nicht, sie war ein häufiger Grund, wenn die Wahl auf Canon fiel.
Die Messung ging im Falle des Standard- oder Sportsuchers mit einer Nachführmessung vonstatten, bei der wie gewohnt zwei Zeiger am Bildrand zur Deckung gebracht werden mussten.

### Verschluss
Die F-1 besaß einen horizontal ablaufenden Metall-Schlitzverschluss mit 1⁄2000 s als kürzeste Verschluss- und 1⁄60 s als kürzeste Blitzsynchronzeit. Aus Erprobungen wusste Canon, dass 100.000 Auslösungen ohne Probleme erreichbar waren.

### Rückwand
Die Rückwand der F-1 ließ sich gegen ein Langfilmmagazin oder ein Rückteil für Dateneinbelichtungen tauschen:
Langfilmmagazin 250
Das Langfilmmagazin 250 nahm einen 10 m langen 35-mm-Film auf und ermöglichte damit 250 Aufnahmen. Zu seinem Lieferumfang gehörten zwei spezielle Kassetten, die in der Dunkelkammer befüllt wurden. Dies ging auch ohne Hilfsmittel, dafür war aber das Filmladegerät 250 vorgesehen, welches ein Einstellrad besaß, mit dem man die gewünschte Filmlänge in Schritten von 10 Bildern einstellen konnte. Dann ging das Umspulen mit einer Handkurbel vonstatten. Das Langfilmmagazin besaß einen eingebauten Motor, der über Kontakte, also ohne Kabel, vom Motor Drive mit Strom versorgt wurde. Grundsätzlich konnte man den Film aber auch mit dem Schnellspannhebel an der Kamera transportieren und das transportierte Stück manuell am Langfilmmagazin aufwickeln.
Data Back F
Das auf der Photokina 1978 vorgestellte Datenrückteil entsprach bis auf die Abmessungen dem Canon Data Back A, es musste also an den Mittelkontakt der Kamera angeschlossen werden und besaß eine 6-V-Batterie zur Stromversorgung.
Polaroid-Magazin
Es ließen sich auch die Polaroidmagazine NPC (Forscher), CR-PC, CR-PC1 und CR-PB anschließen.

### Filmtransport
An jede F-1 konnte nach Abnehmen der Bodenplatte ein motorischer Filmtransport (Motorantrieb) angeschlossen werden. Dies war ungewöhnlich, da bei anderen Herstellern noch häufig spezielle Ausführungen für den motorischen Filmtransport existierten, beispielsweise die Minolta XM oder die Asahi Pentax K2.
Motor Drive Unit (MD)
Zunächst gab es mit dem MD nur einen ziemlich unhandlichen Antrieb. Er bestand aus einem Anbau unterhalb der Kamera, aus dem seitlich ein langer runder Handgriff nach unten herausragte, in welchem der Elektromotor untergebracht war. Die Stromversorgung bestand aus einem separaten 15-V-Batteriemagazin und dem Spiralkabel MD. Alternativ konnte das Batterieteil D mit einem speziellen Klemmschuh auf die Bodenplatte des Motorteils aufgeschoben werden. Die Batterieprüfung ging noch mit einem externen Gerät vonstatten. Der MD eignete sich vorzugsweise für den Stativeinsatz, weniger für das Fotografieren aus der Hand. Er erreichte eine Bildfrequenz von 3/s und besaß einen eingebauten Timer, der sich an der Unterseite des Handgriffs für Intervallaufnahmen von 0,5 s bis 60 s. einstellen ließ. Mit Erscheinen des Typs MF hatte er keine Bedeutung mehr und verschwand wieder aus dem Programm.
Schnellschusskamera
Eine Besonderheit stellt die im September 1972 auf der Photokina Köln vorgestellte „Schnellschusskamera“ F-1 mit vier bis neun Bildern pro Sekunde dar, die einen Membranspiegel besitzt, der nicht hochschwingt, weil er als teildurchlässiger Spiegel ausgeführt ist. Dadurch kann der Fotograf ein bewegtes Objekt stets im Sucher behalten. Die Kamera kostete seinerzeit rund 3000 DM und wurde nur auf Bestellung an professionelle Fotografen geliefert.
Motor Drive MF
1973 kam ein Antrieb mit modernem Aussehen hinzu, der das Kameragehäuse nach unten verlängerte und einen Handgriff mit Auslöser und Batterieprüftaste besaß. Diesen Handgriff konnte man von der Motoreinheit abkoppeln, mit dem Spiralkabel „MF“ verbinden und so von der Kamera getrennt auslösen. Der MF erreichte eine Aufnahmefrequenz von 3,5/s und konnte auch via Fernauslöser aktiviert werden. Darüber hinaus konnte der Timer L für Auslöseintervalle von 30 s bis 3 min angeschlossen werden.
Power Winder F
Zur Photokina 1978 erschien mit dem Power Winder F noch ein langsamer Antrieb für eine Aufnahmefrequenz von 2/s, der mit seinem integrierten Batteriefach ungefähr die Größe des Motordrive MF ohne Batteriefach hatte. An den Winder konnte ebenfalls ein Fernauslöser, aber kein Timer angeschlossen werden.

### Stromversorgung
Wie alle anderen Kameras der F-Serie arbeitete auch die F-1 mit dem alten 1,35 V Batterietyp PX 625. Sie benötigte davon eine Zelle. Der moderne Zellentyp 635 mit 1,5 V eignet sich nicht. Wie die übrigen Kameras der F-Serie benötigte auch die F-1 ihre Batterie ausschließlich für die Belichtungsmessung und Sucheranzeige; alles Übrige funktionierte auch ohne Stromversorgung.

### Blitzen
Wegen der auswechselbaren Sucher besaß die F-1 standardmäßig keinen Zubehörschuh. Man konnte aber einen Blitzschuh auf den Rückspulkurbelsockel aufschieben:
Blitzkuppler L
Der Blitzkuppler L stellte einen Blitzschuh mit Kontakten für die CAT-Blitzautomatik zur Verfügung und besaß eine Lampe, welche die neben dem Sucherfenster befindlichen Zeiger des Belichtungsmessers beleuchtete.
Beleuchtungsaufsatz F
Der auf der Photokina 1978 vorgestellte Beleuchtungsaufsatz F stellte sozusagen einen halben Blitzkuppler L dar, handelte es sich doch um eine Leuchte ohne Blitzschuh.
Blitzkoppler D
Der Blitzkoppler D stellte nur einen Blitzschuh zur Verfügung, ohne CAT-Kontakte oder Leuchte.
CAT-Blitzautomatik
Gebaut wie die Canon FTb arbeitete die F-1 mit der CAT-Automatic zusammen. Dazu musste das Blitzgerät Speedlite 133 A auf den Blitzkoppler L aufgeschoben sein. Die CAT-Blitzautomatik arbeitete auch mit dem Stabblitzgerät Speedlite 500A, welches vermutlich nur in Japan verkauft wurde und heute ein sehr seltenes Sammlerstück darstellt.

### Modifikationen
Im September 1976 kam es zu einer leichten Überarbeitung der F-1, die man an der Kunststoffkappe auf dem Filmtransporthebel erkennen konnte. Die wesentlichen Änderungen: Der Transporthebel benötigte nun nur noch 139° statt bisher 180°, was wiederum eine Ruheposition bei 30° anstatt bisher 15° ermöglichte. Die Filmempfindlichkeit ließ sich nun bis ISO 3200/33° einstellen. Es gab einen Halter für den Filmtyp an der Rückwand und eine Gummiumrandung für den Suchereinblick. Standardeinstellscheibe war nun der Typ E. Die modifizierte Version wird auch als F-1n bezeichnet.

### Sondermodelle
- F-1 Highspeed: 1972 folgte ein Sondermodell der F-1 mit einem Highspeed-Motordrive und einem halbdurchlässigen, feststehenden Spiegel, der Bildfolgen bis zu 9 Bilder pro Sekunde erlaubte.
- F-1 U.S. NAVY: mit Gravur auf dem Standard-Prismensucher und auf der Rückseite über der Seriennummer
- F-1 Montreal 1976: Standard F-1 mit Olympia-Symbol
- ODF-1n: Standard F-1n als „OD“ (olive drab) mit einer komplett oliv-grünen Armierung (1978)
- F-1n Lake Placid 1980: Standard F-1n mit Olympia-Symbol
- F-R: war eine für ophthalmologische Zwecke modifizierte F-1n mit den drei verschiedenen Polaroidbacks Canon CR-PC, CR-PC1 und CR-PB sowie speziellem Chimney Finder einschließlich Mattscheibe.
- F-1 Post: war eine modifizierte F-1 Registrierkamera mit feststehendem Alos 35 mm 3,5 Objektiv und speziellem Alos Monoblitz zum Abfotografieren von Zählerständen.
- F-1 Polizei:war eine modifizierte Version für Radarblitzgeräte des Typs „Multanova 5F“ und „Distanova“ von der etwa 600 Stück in die BRD und nochmals etwa 600 Stück weltweit ausgeliefert wurden. Diese Version hatte eine Blitzsynchronisation von 1⁄250 s, einen 12-Volt-Daueranschluss und eine spezielle Datenrückwand zur Einbelichtung für Geschwindigkeit, Zeit und Datum. Gebaut von der Firma „Uster“ Schweiz später Multanova.

## New F-1

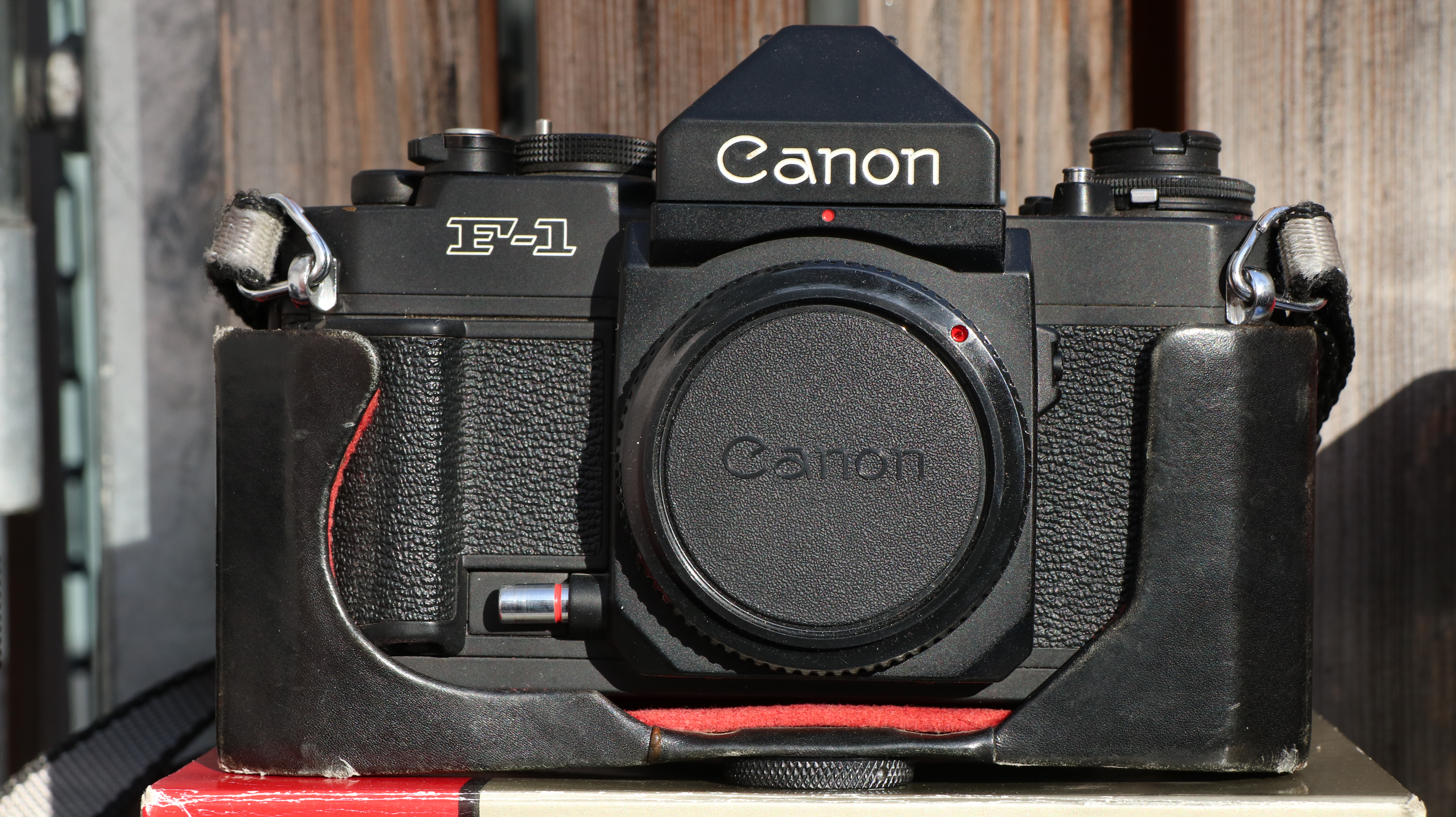
Canon new F-1-Camera

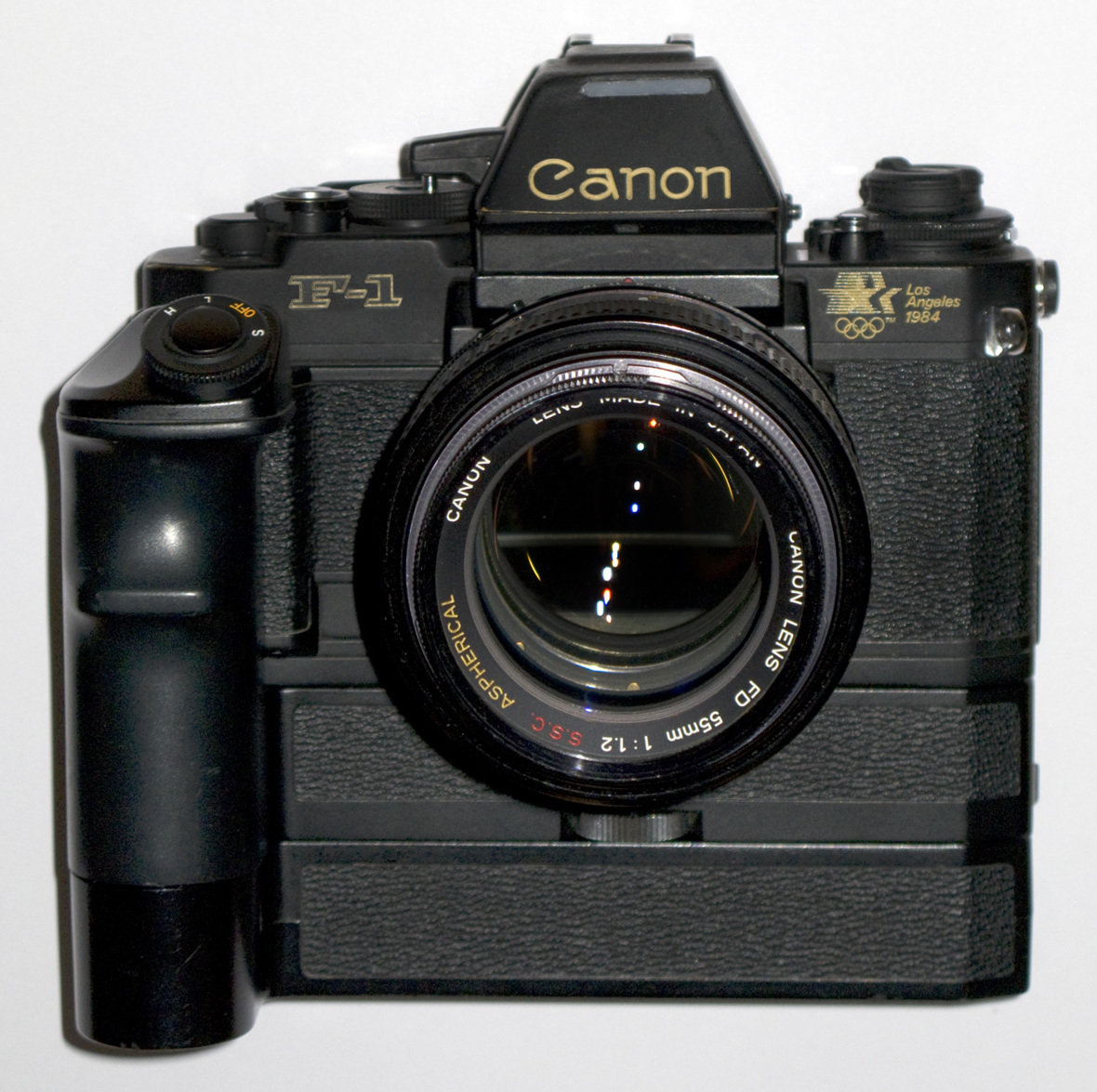
Canon New F-1 Los Angeles 1984

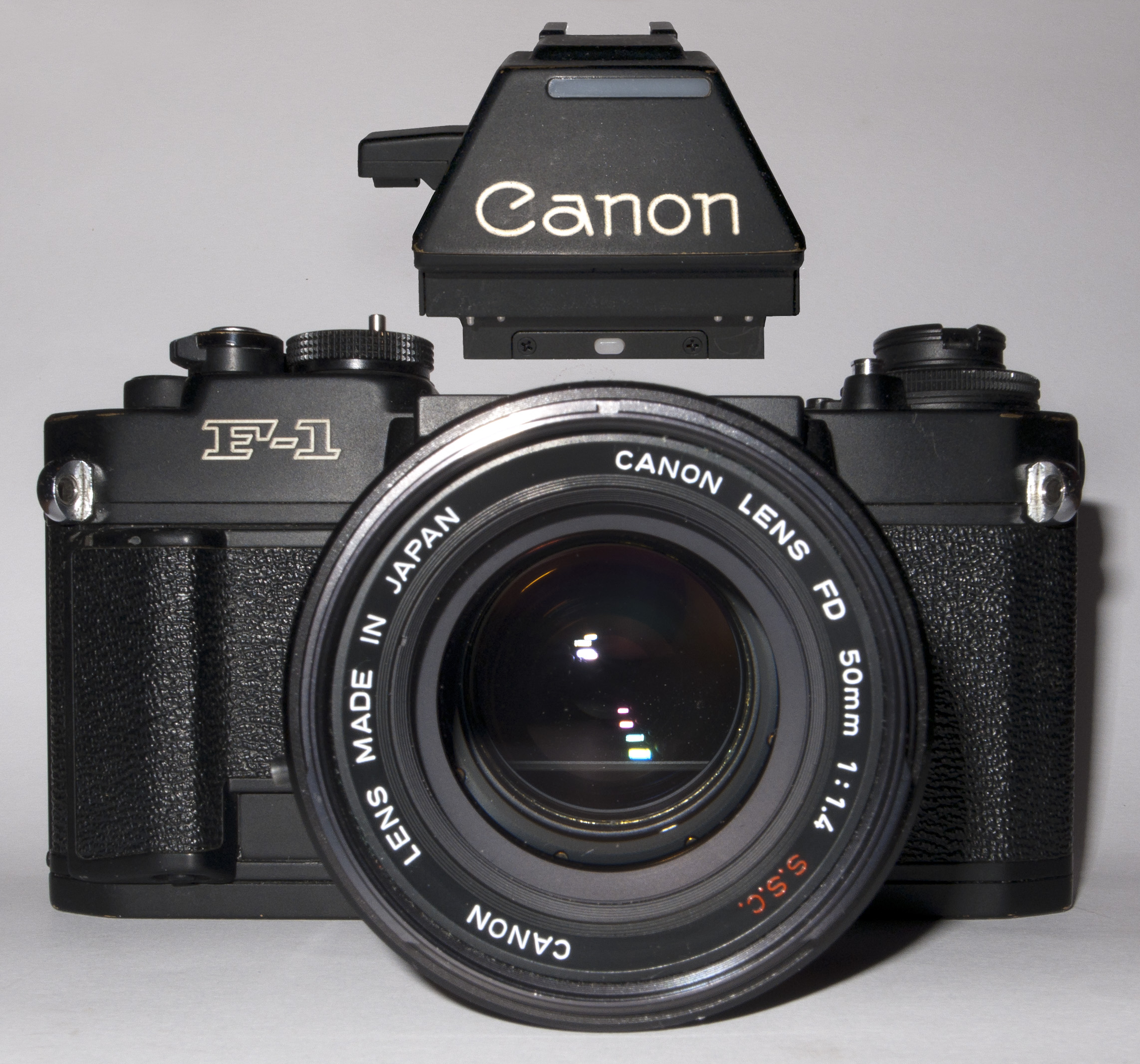
Canon New F-1 mit AE-Sucher

### Zeitraum
Im September 1981 erschien eine Neuauflage der F-1, die Canon in den ersten Prospekten zur Unterscheidung mit New F-1 bezeichnete. Der Gehäusedeckel trug aber unverändert nur den Schriftzug F-1, das Zubehör zumeist die Buchstabenkombination FN im Namen.

### Konzeption
Die New F-1 erschien für das Jahr 1981 ein wenig altmodisch. So gab es eine Belichtungsvollautomatik nur mit angesetztem Zubehör, während standardmäßig nur eine Nachführmessung existierte. Außerdem verzichtete der Sucher auf eine digitale Anzeige der Messwerte und besaß noch herkömmliche Zeigerinstrumente. All dies entsprach aber den Wünschen der Profifotografen, an denen sich Canon orientierte.
Das Entwicklungsziel bestand darin, eine extrem zuverlässige und solide Kamera zu bauen, so bestand sie dann mit 1565 Teilen auch aus 217 Teilen mehr als die erste F-1. Eine rationelle Fertigung stand also nicht im Vordergrund, zumal von der F-1 in den besten Zeiten nur 3000 Exemplare pro Monat gebaut wurden.

### Gehäuse
Die New F-1 war vollkommen neu konstruiert mit eigenständigem Zubehör, auch gab es den kombinierten Abblend- und Selbstauslöserhebel nicht mehr. Das Abblenden zur Schärfentiefenkontrolle geschah wie bei der Canon A-Serie mit einem Schieber in Kamerablickrichtung rechts neben dem Bajonettsockel.
Das Gehäuse war besonders stabil konstruiert und hatte deswegen auch eine Metallkappe, während dieses Teil bei der A-Serie bereits aus Kunststoff bestand. Die Kamera war besonders abgedichtet, die Kugellager waren versiegelt und die Leiterbahnen der Elektronik mit einem isolierenden Kunststofffilm überzogen. Eine mattschwarze Lackierung vermied Reflexionen.

### Sucher
Da zu dieser Zeit ein auswechselbarer Sucher zu den Merkmalen einer Profikamera gehörte, besaß auch die New F-1 wieder einen solchen.
Prismensucher FN
Der Prismensucher FN gehörte zum Lieferumfang der Kamera. Mit ihm bot die Kamera eine Nachführmessung. Dazu zeigte der Sucher neben dem rechten Bildrand eine Blendenskala an, in der zwei Zeiger zur Deckung gebracht werden mussten.
Automatik-Sucher FN
Der Automatik-Sucher FN ermöglichte die Zeitautomatik. Dazu musste man das Verschlusszeitenrad in die Position A stellen, dann erschien unter dem unteren Bildrand eine Zeitenskala, welche die ermittelte Verschlusszeit angab. Dazu hatte der Sucher einen kleinen Arm, der über das Verschlusszeitenrad ragte und so eine Erhebung auf diesem abtasten konnte. Die Blende wurde dabei am Objektiv und nicht wie bei der Canon A-1 an der Kamera eingestellt. Wenn ein New FD-Objektiv angesetzt war, dann spiegelte der Sucher überdies den vom Blendenring abgelesenen Blendenwert rechts neben der Skala ein. Dieses Verfahren gab es auch bei Kameras anderer Hersteller, es erschien 1981 aber schon antiquiert.
Sportsucher FN
Beim Sportsucher war – wie von der ersten F-1 bekannt – der Suchereinblick um 90° drehbar, so dass man das Bild auch von oben betrachten konnte. Auch konnte das Bild wieder mit bis zu 60 mm Abstand betrachtet werden.
Lichtschachtsucher FN
Der Lichtschachtsucher zeigte, wie bei dieser Sucherart gewohnt, ein spiegelverkehrtes Bild. Infolgedessen befand sich die Blendenskala nun neben dem linken anstatt dem rechten Bildrand, ihre Zahlen wurden aber seitenrichtig wiedergegeben.
Lupensucher FN-6fach
Der Lupensucher war für die präzise Fokussierung bei der Nah-, Mikro- und Reprofotografie gedacht. Es handelte sich um einen Lichtschachtsucher mit aufgesetzter Lupe, infolgedessen gab es ebenfalls ein seitenverkehrtes Bild mit seitenrichtiger Skala neben dem linken Bildrand. Er konnte dem Auge des Fotografen mit einer Dioptrieneinstellung von −5 bis +3 angepasst werden.
Chimney Sucher CPP-1
Dieser spezielle „Schornsteinsucher“ wurde speziell für die F-Rb Modifikation für ophthalmologische Zwecke entwickelt.
Prismensucher CR3-DF & CR4-DF
Dieser spezielle Sucher mit verstellbarer Dioptrienstärke von ±2 Dioptrien wurde ausschließlich für die F-Rb Modifikation mit einer speziellen Mattscheibe entwickelt.

### Belichtungssteuerung
Die Art der Belichtungsmessung konnte mit der Einstellscheibe zwischen Spot- (Code S), Selektiv- (Code P) und mittelbetonter Integralmessung (Code A) gewechselt werden, die Selektivmessung umfasste wie von der bisherigen F-1 gewohnt 12 %, die Spotmessung 3 % der Bildfläche. Sämtliche Scheiben gab es für Selektiv- und Integralmessung, die Typen B, C, E, I, J und K auch für Spotmessung.
Das Messsystem befand sich mitsamt seinem Silizium-Sensor im Kameragehäuse, so dass im Gegensatz zur ersten F-1 nun auch der Lichtschachtsucher eine Belichtungsmessung gestattete. Dazu war die Einstellscheibe aus verschiedenen Schichten aufgebaut, so dass sie das für die Belichtungsmessung erforderliche Licht seitlich nach hinten abstrahlen konnte. Dort nahm es der Sensor dann auf.
Die Art der Belichtungsautomatik hing vom angesetzten Zubehör ab. Die Blendenautomatik verlangte, dass entweder der Power Winder AE FN oder der Motorantrieb AE FN angesetzt war, da sich das Servo für den Blendensimulator in deren Gehäuse befand. Dies erschien sehr ungewöhnlich, war aber in der Praxis bedeutungslos, da die Kamera kaum ohne Antrieb eingesetzt wurde. Mit Wahl der Automatik-Stellung des Blendenrings verschwand der zweite Zeiger in der Blendenskala und die Kamera arbeitete mit Blendenautomatik.
Die Zeitautomatik verlangte nach dem Automatik-Sucher FN, er zeigte eine Zeitskala am unteren Bildrand. Infolgedessen handelte es sich bei der F-1 New mit Automatik-Sucher und motorischem Filmtransport um einen Mehrfach-, nämlich Blenden- und Zeitautomaten, der zudem noch die Nachführmessung ermöglichte. Grundsätzlich funktionierte die Zeitautomatik aber auch mit den anderen Suchern, dann konnte der Fotograf die von der Belichtungssteuerung ausgewählte Verschlusszeit aber nirgends ablesen.
Die Zeitautomatik wurde mit der Stellung ’’A’’ des Verschlusszeitenrads eingeschaltet. Im Sucher verschwand dann die Blendenskala und es erschien die Zeitskala. Bei Objektiven ohne Übertragung des Blendenwerts zur Kamera arbeitete die Steuerung als Arbeitsblenden-Zeitautomatik.
Die Filmempfindlichkeit reichte von ISO 6/9° bis ISO 6400/39°, bei ISO 100/21° war der Belichtungsmesser von 4 s bei f/1,4 bis 1⁄2000 s bei f/22 gekoppelt.

### Einstellscheiben
Wie vom Vorgänger bekannt, ließ sich die Einstellscheibe nach Abnehmen des Suchers aus dem Gehäuse herausnehmen. Die Struktur der Laser-Mattscheiben war von einem Laser erzeugt, fiel gleichmäßiger aus als bei den herkömmlichen Mattscheiben, und erzeugte dadurch ein helleres Sucherbild. Für die superhellen Ausführungen galt dies in besonderen Maße. Die Sucherscheiben hatten einen zweistelligen Buchstaben-Code. Der erste Buchstabe bestimmte die Messmethode (A = Integralmessung, S = Spotmessung, P = Selektivmessung), der zweite Buchstabe die Gestaltung der Einstellscheibe. Sämtliche Scheiben gab es für Selektiv- und Integralmessung, die Typen B, C, E, I, J und K auch für Spotmessung.
Es gab folgende Sucherscheiben:
|   | A | B | C | D | E | F | G | H | I | J | K | L | M |
| - | - | - | - | - | - | - | - | - | - | - | - | - | - |
| A | • | • | • | • | • | • | • | • | • | • | • | • | • |
| S |   | • | • |   | • |   |   |   | • | • | • |   |   |
| P | • | • | • | • | • | • | • | • | • | • | • | • | • |

Dabei bedeutet:
- A: Mikroprismenring
- B: neuer Schnittbildindikator
- C: Laser-Vollmattscheibe
- D: Laser-Vollmattscheibe mit Gitterteilung
- E: neuer Schnittbildindikator und Mikroprismenring
- F: Mikroprismenring für lichtstarke Objektive (f/1,2 bis f/2,8) mit kürzeren Brennweiten
- G: Mikroprismenring für lichtschwache Objektive (f/3,5 bis f/5,6), insbesondere für Zoom-Objektive
- H: Laser-Mattscheibe mit horizontalen und vertikalen Messskalen, insbesondere für Vergrößerungs- und Makro-Fotografie
- I: Laser-Scheibe mit Doppelfadenkreuz
- J: superhelle Laser-Mattscheibe für kurzbrennweitige Objektive (50 mm bis 200 mm)
- K: superhelle Laser-Mattscheibe für langbrennweitige Objektive (ab 300 mm)
- L: Kreuz-Schnittbildindikator
- M: Laser-Mattscheibe für Formate A / B (Markierungen in den Ecken für das Verlagswesen)

In den beiden am weitesten verbreiteten Suchern, dem Prismen-Sucher FN und dem Automatik-Sucher FN, war serienmäßig die Mattscheibe AE eingebaut.

### Verschluss
Der Schlitzverschluss der New F-1 lief horizontal ab mit 1⁄2000 s als kürzeste Verschlusszeit. Die 1⁄2000 war jedoch nur in der Zeitvorwahl möglich, in der Zeitautomatik war die schnellste Belichtungszeit 1⁄1000 s. Der besonders dünne Vorhang aus einer Titanlegierung konnte in 7,5 ms durch das Bildfenster laufen und ermöglichte somit eine Blitzsynchronzeit von 1⁄90 s. Alle kurzen Zeiten bis einschließlich 1⁄90 s plus B liefen vollkommen mechanisch ab und funktionierten deswegen ohne eingelegte Batterie. Infolgedessen war der Auslöser noch mechanisch mit dem Verschluss verbunden, was man bei der Canon A-Serie bereits aufgegeben hatte. Mit Batterie arbeitete der Auslöser aber elektromagnetisch, ohne Batterie hatte er einen längeren Weg und ging etwas schwerer.
Der Selbstauslöser funktionierte wie von der A-Serie bekannt elektronisch mit 10 s Vorlaufzeit und wurde mit einer weiteren Stellung der Auslöserverriegelung gestartet. Er gab Signaltöne ab, ab 2 s mit erhöhter Frequenz.
Die F-1 New hatte keine Spiegelvorauslösung mehr.
Auch der Verschluss der New F-1 war auf 100.000 Auslösungen ausgelegt.

### Rückwand
Die Rückwand ließ sich wie gewohnt durch ein Langfilmmagazin oder ein Rückteil zum Einblenden von Daten austauschen.
Langfilmmagazin FN 100
Das Langfilmmagazin war gegenüber dem Langfilmmagazin 250 der bisherigen F-1 handlicher und dadurch für Freihandaufnahmen geeigneter geworden, nahm dafür aber nur noch 5 m Film auf, die für 100 Aufnahmen reichen.
Datenrückteil FN
Das Datenrückteil entsprach in seiner Funktion dem Data Back F der Vorgängerkamera, ausgenommen dem Synchronkabel. Ein solches gab es nicht mehr, da nun zwei Kontakte die Auslösung des Miniblitzgeräts im Datenrückteil übernahmen. Es arbeitete aber wie gewohnt mit einer eigenen 6-V-Batterie.
Polaroidrückteil MF-9
Von NC-Forscher, einer Fremdfirma gab es ein Polaroid-Rückteil, das mit dem SX-70-Film oder einem professionellen Polaroid-Film eingesetzt werden konnte.

### Filmtransport
Power Winder AE FN
Der Power Winder ermöglichte eine Aufnahmefrequenz von 2/s, wurde von vier Mignonzellen versorgt, hatte je einen Auslöser für Hoch- und Queraufnahmen sowie eine Fernsteuerbuchse, so wie bereits von der ersten F-1 bekannt. Die Bezeichnung ’’AE’’ in seinem Namen deutet darauf hin, dass er zusätzlich die Blendenautomatik ermöglichte. Seine Form ähnelte ebenfalls dem Power Winder der Vorgängerkamera, wie dieser hatte er einen Handgriff mit Auslöser.
Motorantrieb AE FN
Der Motorantrieb selbst hatte keine Stromversorgung, dazu musste man ein Batterie- oder Akkuteil darunter montieren. Das Batterieteil FN nahm das Batteriemagazin FN auf, das mit zwölf Mignonzellen befüllt wurde. Das NC-Teil FN hatte sechs, das Hochleistungs-NC-Teil FN zwölf Zellen. Mit dem Hochleistungs- oder dem Batterieteil lag die Aufnahmefrequenz bei 5/s in der Stellung H und bei 3,5/s in der Stellung L. Mit dem gewöhnlichen NC-Teil betrugen diese Frequenzen 4,5/s und 3/s. Mit dem Motorantrieb war erstmals bei Canon auch eine motorische Rückspulung möglich, sie ging in etwa 8 s vonstatten.
Motorwinder CR3-FN & CR4-FN
Dieser Winder wurde ausschließlich für die F-Rb Modifikation entwickelt und benutzt.

### Stromversorgung
Die Sechs-Volt-Batterie der F-1 war die gleiche wie die für die A-Serie-Kameras; auch befand sich das Batteriefach in Kamerablickrichtung rechts vom Objektiv und die Kapazität reichte für etwa 20.000 Auslösungen aus.
Die Belichtungsmessung wurde, wie von der A-Serie bekannt, mit Antippen des Auslösers eingeschaltet. Stellte man den Drehschalter (Messwerkzeitschalter) hinten links am Gehäusedeckel auf ’’Hold’’, dann blieb sie nach dem Loslassen noch 16 s eingeschaltet. Das bedeutete, dass sie aktiviert war und weiter maß. Eine vorherige Messung halten konnte sie jedoch nicht; in der Stellung ’’Light’’ wurde zusätzlich die Sucheranzeige beleuchtet. Die Beleuchtung war mit dem CANON Eye Level Finder FN (deutsch: Prismensucher FN) zu sehen. Im Canon AE Finder FN (deutsch: Automatiksucher FN) war die Anzeige nur beleuchtet wenn sich der Lichteinlass seitlich des Suchers und nicht oben in der Mitte, wie zu Anfang der Bauzeit, befand.

### Blitzautomatik
Die Blitzautomatik enttäuschte, da sie immer noch nicht mit einer TTL-Messung arbeitete. Diese führte Canon erst 1986 mit der T90 ein, obwohl es diese seit 1975 an der Olympus OM-2 und seit 1980 an der Nikon F3 gab. Die F-1 New arbeitete mit dem gleichen System, wie die A-Serie. Es gab infolgedessen zwei Zusatzkontakte im Blitzschuh, welche die am Blitzgerät eingestellte Blende auf die Kamera übertrugen. Obwohl die Sucher abnehmbar waren, besaßen sie mit Ausnahme des Lichtschacht- und Lupensuchers alle einen Blitzschuh.

### Fernauslöser
Timer TM 1 Quartz
Der TM 1 Quartz wurde mit der F-1 New vorgestellt, funktionierte aber auch an der bisherigen F-1 sowie A-1 und AE-1 Program, jeweils mit dem entsprechenden Winder oder Motor. Er ermöglicht Aufnahmeintervalle von 1 s bis 30 min in vorgegebenen Stufen.
Infrarotauslöser LC 1
Der vom Vormodell bekannte Infrarotauslöser konnte für die F-1 New ebenfalls eingesetzt werden, er konnte bis zu drei Kameras separat auslösen.
Grundsätzlich funktioniert jeder Fernauslöser, egal welchen Alters, da die Steuerung über die normierte Klinkenbuchse der Winder erfolgte.

### Sondermodelle
- New F-1 Highspeed, eine Highspeedkamera, die 1984 anlässlich der Olympischen Spiele in Los Angeles herauskam. Die Kamera hat einen feststehenden Pellicle-Spiegel, wie er von der Canon Pellix bekannt war und erreichte damit Bildfrequenzen bis 14/s. Ihr Motorantrieb hatte die Einstellungen H (14/s), M (10/s), L (5/s) und S (1/s).
- New F-1 50 Jahre Canon 1983 Eine Kamera mit goldenem F-1- und Canon-Schriftzug, die es mit Standard- und Automatik-Sucher gab.
- New F-1 Los Angeles 1984 Eine Kamera mit goldenem Canon-Schriftzug, goldenem F-1-Zeichen und Olympia-Symbol, sowie der Seriennummer „LAXXXX“. Es gab sie mit Standard- und Automatik-Sucher.
- New F-1 U.S. Navy Eine Kamera mit dem Schriftzug „U.S. Navy“ rechts auf der Vorderseite. Es gab sie mit dem Standardsucher.
- New F-1 P: Spezielle Kameraversion für japanische Pressefotografen, ohne Aufzugshebel, mit Standard-Motor-Drive.
- New F-1 Post: Spezielle Registrierkamera mit feststehendem ALOS 3,5/35-mm-Objektiv, gebaut für die Schweizer Post zum abfotografieren von Telefonzählerständen, mit speziellem Mono Blitz IV der Schweizer Firma „ALOS“
- F-Rb: war eine für ophthalmologische Zwecke modifizierte NEW F-1 mit speziellem Power Winder CR3-FN oder CR4-FN. Für sie gab es den Lichtschachtsucher FN und den Lupensucher FN-6fach sowie zwei spezielle Mattscheiben.
- New F-1 Electro-Optic Camera die weltweit erste DSLR (1987), gebaut von Kodak

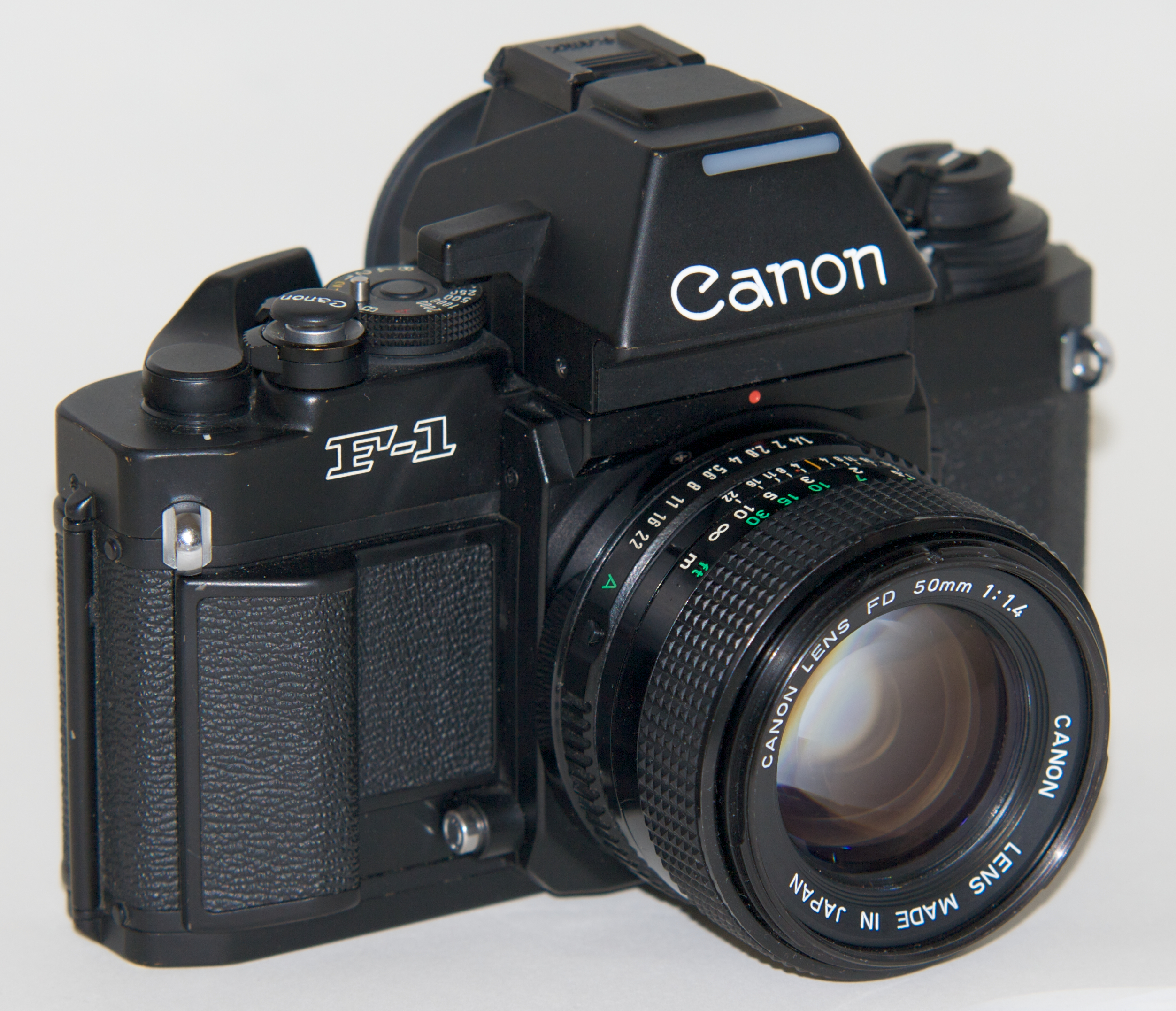
Canon New F-1 mit Automatiksucher FN und 50 mm 1,4 FD rechts
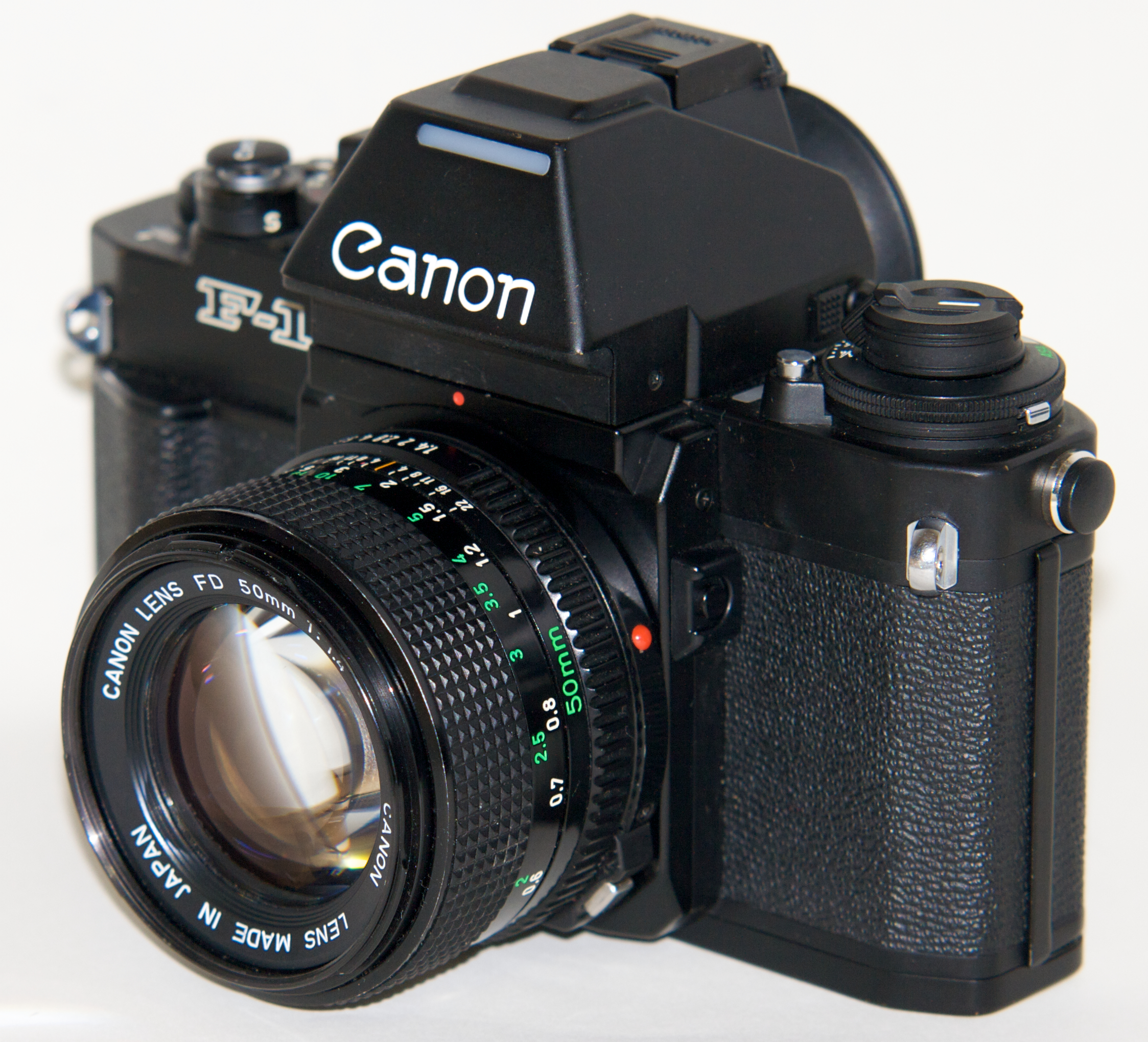
Canon New F-1 mit Automatiksucher FN und 50 mm 1,4 FD links
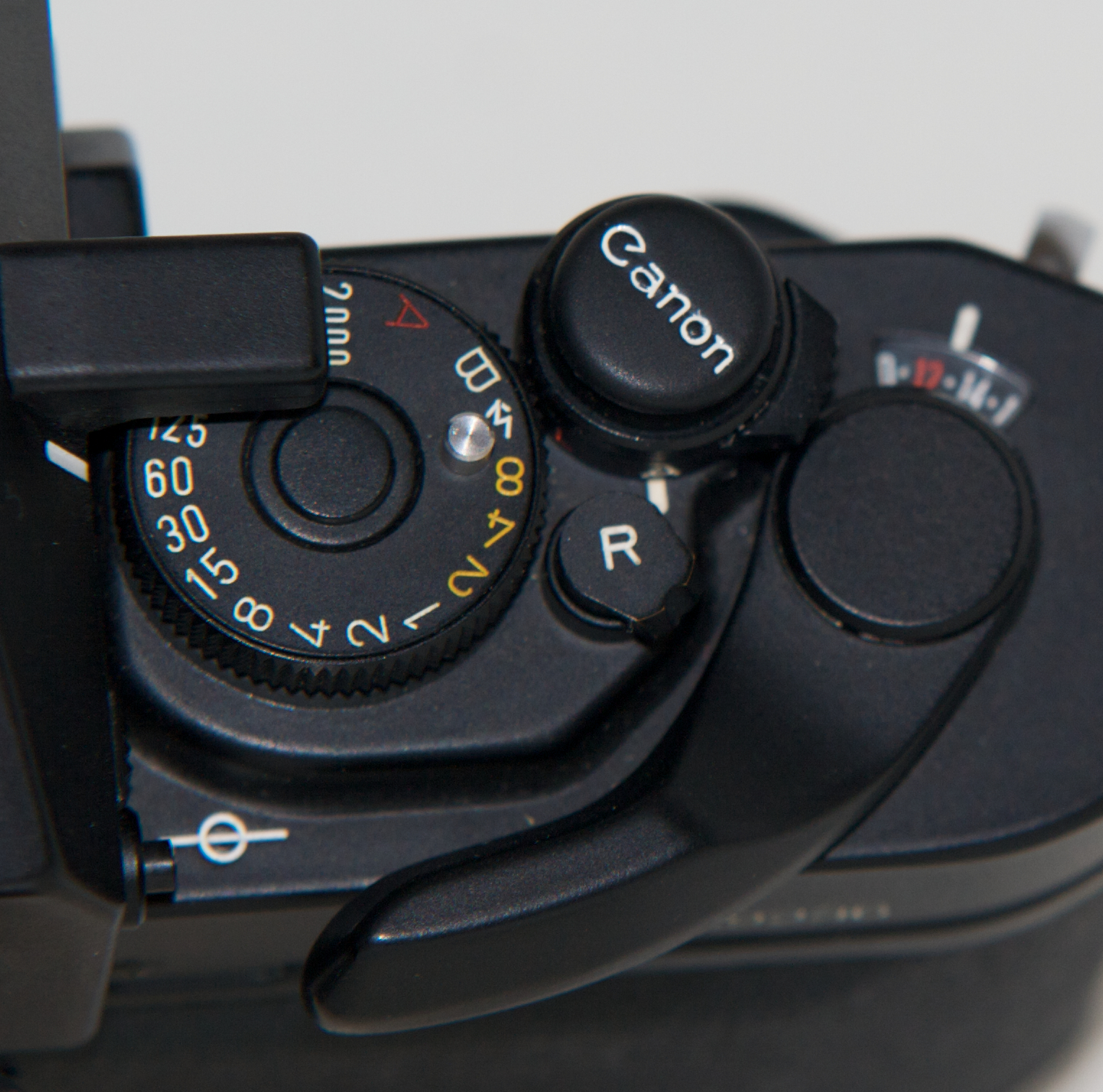
Canon New F-1 mit aufgeschraubtem Auslöseknopf mit Canon-Logo (sehr selten)